# Великие Пузырьки
Великие Пузырьки (укр. Великі Пузирки) — село в Изяславском районе Хмельницкой области Украины.
Население по переписи 2001 года составляло 483 человека. Почтовый индекс — 30375. Телефонный код — 3852. Занимает площадь 2,609 км². Код КОАТУУ — 6822181601.

## Местный совет
30375, Хмельницкая обл., Изяславский р-н, с. Великие Пузырьки, ул. Центральная, 5

## Интересные факты
Село является родиной известного российского филолога Николая Ивановича Новосадского (1859—1941) и полного кавалера ордена Славы, лишённого наград, Михаила Гамрецкого (1911—?).